# پیمان نصیری
پیمان نصیری بزنجانی معروف به پیمان نصیری (زاده ۲۰ خرداد ۱۳۵۹ در شهر بافت استان کرمان) دونده تیم ملی دو و میدانی ایران است.

## قهرمانی در پارالمپیک ۲۰۱۲
در بازیهای پارالمپیک ۲۰۱۲ لندن انگلستان در مسابقات دو یک هزار و پانصد متر، با زمان سه دقیقه و پنجاه و هشت ثانیه و چهل و نه صدم ثانیه به مقام قهرمانی و نشان طلا دست یافت.

## قهرمانی در بازیهای آسیایی ۲۰۱۴
در بازیهای آسیایی ۲۰۱۴ اینچئون کره جنوبی در مسابقات دو یک هزار و پانصد متر، مردان کلاس T20 با ثبت رکورد ۴ دقیقه ۲۹ هزارم ثانیه علاوه بر شکستن رکورد بازی های پاراآسیایی به مدال طلا دست یافت.
وی پس از کسب مدال طلای این دوره از رقابت ها مدال خود را به سردار قاسم سلیمانی فرمانده نیروی قدس سپاه پاسداران تقدیم کرد.
وی دلیل این اقدام را قدردانی از فداکاری ها و شجاعت های سردار قهرمان دفاع مقدس عنوان کرد. 

## سومی در پارالمپیک ۲۰۱۶ و کسب مدال برنز
در بازیهای پارالمپیک ۲۰۱۶ ریو برزیل در مسابقات دو یک هزار و پانصد متر، با زمان سه دقیقه و پنجاه و شش ثانیه و بیست و چهار صدم ثانیه به مقام سومی و نشان برنز دست یافت. نصیری در این مسابقه به راحتی نایب قهرمانی را با سومی عوض کرد. وی درحالی که چند متر دونده لهستانی با او فاصله  داشت ، چند سانتی متری خط پایان با غفلت ایستاد و دونده لهستانی که پشت سر اون بود مدال برنز وی را ربود. نصیری دلیل این کار را نداشتن انگیزه پس از ازدسترفتن طلا دانست. 
وی درحالی که چند متر ، دونده لهستانی با او فاصله داشت ، چند سانتی متری خط پایان با غفلت ایستاد و دونده لهستانی که پشت سر اون بود مدال نقره وی را ربود. نصیری دلیل این کار را نداشتن انگیزه پس از ازدسترفتن مدال طلا دانست. 

## افتخارات
- مدال طلا مسابقات دوومیدانی قهرمانی جهان (نیوزیلند ۲۰۱۱)
- مدال طلا مسابقات دوومیدانی پارالمپیک لندن (انگلیس ۲۰۱۲)[۶]
- مدال طلا مسابقات دوومیدانی قهرمانی جهان (فرانسه ۲۰۱۳)
- مدال طلا مسابقات دوومیدانی بازی‌های آسیایی اینچئون (کره‌جنوبی ۲۰۱۴)[۷]
- مدال برنز مسابقات دوومیدانی بازی‌های آسیایی اینچئون (کره‌جنوبی ۲۰۱۴)[۸]
- مدال طلا مسابقات دوومیدانی قهرمانی جهان (قطر ۲۰۱۵)
- مدال نقره مسابقات دوومیدانی قهرمانی جهان (قطر ۲۰۱۵)
- مدال برنز مسابقات دوومیدانی پارالمپیک ریو (برزیل ۲۰۱۶)[۹][۱۰]
- مدال طلا مسابقات دوومیدانی بازی‌های آسیایی جاکارتا (اندونزی ۲۰۱۸)[۱۱]